# Ultratop 50 Singles (Flandres)
Ultratop 50 Singles é uma parada musical de vendas de singles de Flandres, região neerlandesa da Bélgica. Início suas atividades em 31 de maio de 1995.